# Вистрих, Роберт
Ро́берт Ви́стрих (также Вистрич, Уистрич; ивр. רוברט ויסטריך‎, англ. Robert S. Wistrich; 7 апреля 1945, Ленгер, Южно-Казахстанская область, Казахская ССР — 19 мая 2015, Рим) — британский и израильский историк, профессор и заведующий кафедрой современной европейской и еврейской истории Еврейского университета в Иерусалиме, директор Международного центра Видала Сассуна по изучению антисемитизма (SICSA). Научные интересы Вистриха включают современную еврейскую историю, историю Габсбургской империи, историю сионизма и вопросы еврейского самосознания; в область его исследований входят антисемитизм и антисионизм, нацизм и отрицание Холокоста, национализм и расизм в современной Европе, исламский фундаментализм.

## Биография

### Диаспора

#### Ранние годы в Казахстане, Польше и Франции
Роберт Вистрих родился 7 апреля 1945 года в городе Ленгере в Казахстане.
Его родители родились в Галиции и были гражданами Австро-Венгрии, говорили преимущественно на польском языке, но владели также немецким и другими языками. Его мать Сабина Шимоновна Зильбигер (1910 — после 2010) росла в ортодоксальной, но модернизированной еврейской семье в Подгорже (Краков), окончила местный университет и преподавала экономику. Отец, Яков Соломонович Вистрайх (1901 — после 1963), происходил из хасидской семьи из Жмигруда Краковского воеводства (сегодня Новы-Жмигруд Подкарпатского воеводства), однако уже его отец порвал с хасидской средой и стал купцом в Жмигруде, а позднее в Ясло. Впоследствии он работал врачом в Кракове, участвовал в молодёжном сионистском движении «Ха-Шомер» и некоторое время симпатизировал демократическим левым движениям Польши.
Накануне Второй мировой войны родители Роберта жили в Польше. В сентябре 1939 года, спасаясь от нацизма, они бежали из Кракова во Львов, откуда в июне 1940 года были депортированы на восток вглубь Советского Союза по причине «буржуазного» происхождения. Впоследствии выяснилось, что депортация помогла им пережить Холокост. В 1942 году они прибыли в село Георгиевка, где Яков Соломонович Вистрайх работал врачом в Георгиевском детском доме и дважды арестовывался НКВД (1944) по сфабрикованным обвинениям в антисоветской пропаганде. Мать арестовывали трижды.
После заключения польско-советского соглашения о праве на выезд в Польшу «лиц польской и еврейской национальности» Вистрихи уехали в Краков в 1947 году. Через год они переехали в Париж, а затем поселились в Лондоне, где рос и воспитывался будущий историк. Первым его языком был польский, затем французский и только позднее он освоил английский язык.

#### В Великобритании
В 1950-е годы Роберт Вистрих учился в лондонской Килбернской средней школе (en:Kilburn Grammar School) и закончил её в 1962 году. По его словам, здесь он впервые столкнулся с проявлениями антисемитизма, а предвзятое мнение учителей о евреях побудило его прикладывать больше усилий для достижения высоких результатов в учёбе. В школьную программу входило изучение классиков английской литературы Чосера, Марло, Шекспира, Диккенса и других, и позднее Роберт вспоминал, какое негативное влияние оказывали антисемитские стереотипы, созданные этими авторами. В эти годы он читал Маркса и придерживался радикальных взглядов.
В 1961 году впервые посетил Израиль и в течение месяца жил в кибуце, который произвел на него сильное впечатление. В те дни в Израиле шёл судебный процесс над Эйхманом. Публикации о процессе позволили шестнадцатилетнему Роберту глубже понять и осознать трагедию Холокоста, во время которого нацисты уничтожили на территории Польши половину его семьи.
В 1966 году сдал трайпос по истории и получил степень бакалавра с отличием Кембриджского университета. Его сокурсники практически не знали еврейской истории, но шуточки о евреях были обыденным явлением. Живя в Великобритании в течение более тридцати лет жизни, он чувствовал себя аутсайдером. Это в немалой степени было связано с его чувством еврейского самосознания. «Даже относительно более мягкая разновидность британского антисемитизма всегда присутствовала в школе, университете, в общественной жизни», — вспоминает профессор Вистрих, и именно это побудило его заняться исследованием антисемитизма.
Свою учёбу продолжил в Стэнфордском университете в Калифорнии, где находился в 1966—1968 годах. Степень магистра истории (M.A.) получил от Кембриджского университета в 1969 году (или в 1970 году).
После учёбы в Стэнфорде Вистрих, по его словам, всё ещё «был одурманен светским утопизмом радикального марксизма» и присутствовал в Париже на студенческих протестах 1968 года (или даже принимал в них участие) . Вместе с тем он критически относился к существующим социалистическим режимам, и случайное пребывание туристом в Праге во время вторжения в Чехословакию только усугубило это отношение. В 1969 году возвращается в Израиль, остаётся там 16 месяцев и работает литературным редактором журнала «New Outlook» на английском языке. Главным редактором журнала был историк и политик марксистско-сионистской партии МАПАМ Симха Флапан.
В 1969 году в ульпане в городе Арад Роберт познакомился с Даниель Боккара, на которой женился в 1971 году.
В 1971 году Вистрих вернулся в Лондон, начал работать над докторской диссертацией в Лондонском университете под руководством профессора Чимена Абрамского и в 1974 году получил степень доктора философии, защитив диссертацию на тему «Социализм и еврейский вопрос в Германии и Австрии, 1880—1914». Тему диссертации он выбрал после бесед в Иерусалиме с историками Яаковом Тальмоном и Джорджем Моссом, которые также советовали ему работать над диссертацией в Университетском колледже Лондона (UCL), где можно получить удобный доступ к необходимым источникам во Франции, Германии и Центральной и Восточной Европы. Профессор Фредерик М. Швейцер в одной из своих статей предполагает, что выбор темы диссертации был сделан докторантом под влиянием его посещений стран Центральной и Восточной Европы. В результате знакомства с этими странами и использования ими антисемитизма и антисионизма как политического орудия Вистрих утратил иллюзии относительно левых идей и решил посвятить свои исследования именно этой теме.
С 1974 по 1981 год занимал должность директора по исследовательской работе Института современной истории и библиотеки Винера в Лондоне, являющегося центром по изучению Холокоста, и работал главным редактором «Бюллетеня библиотеки Винера». Сотрудничество с директором центра профессором Вальтером Лакером позволила Вистриху глубже понять историю немецкоязычных евреев и более основательно изучить методы работы с архивными документами. В немецкоязычной среде центра усовершенствовал знание немецкого языка, которые приобрёл ранее, общаясь со своей бабушкой. Результаты исследований, полученных при работе с документами библиотеки, легли в основу книги «Кто есть кто в Нацистской Германии».

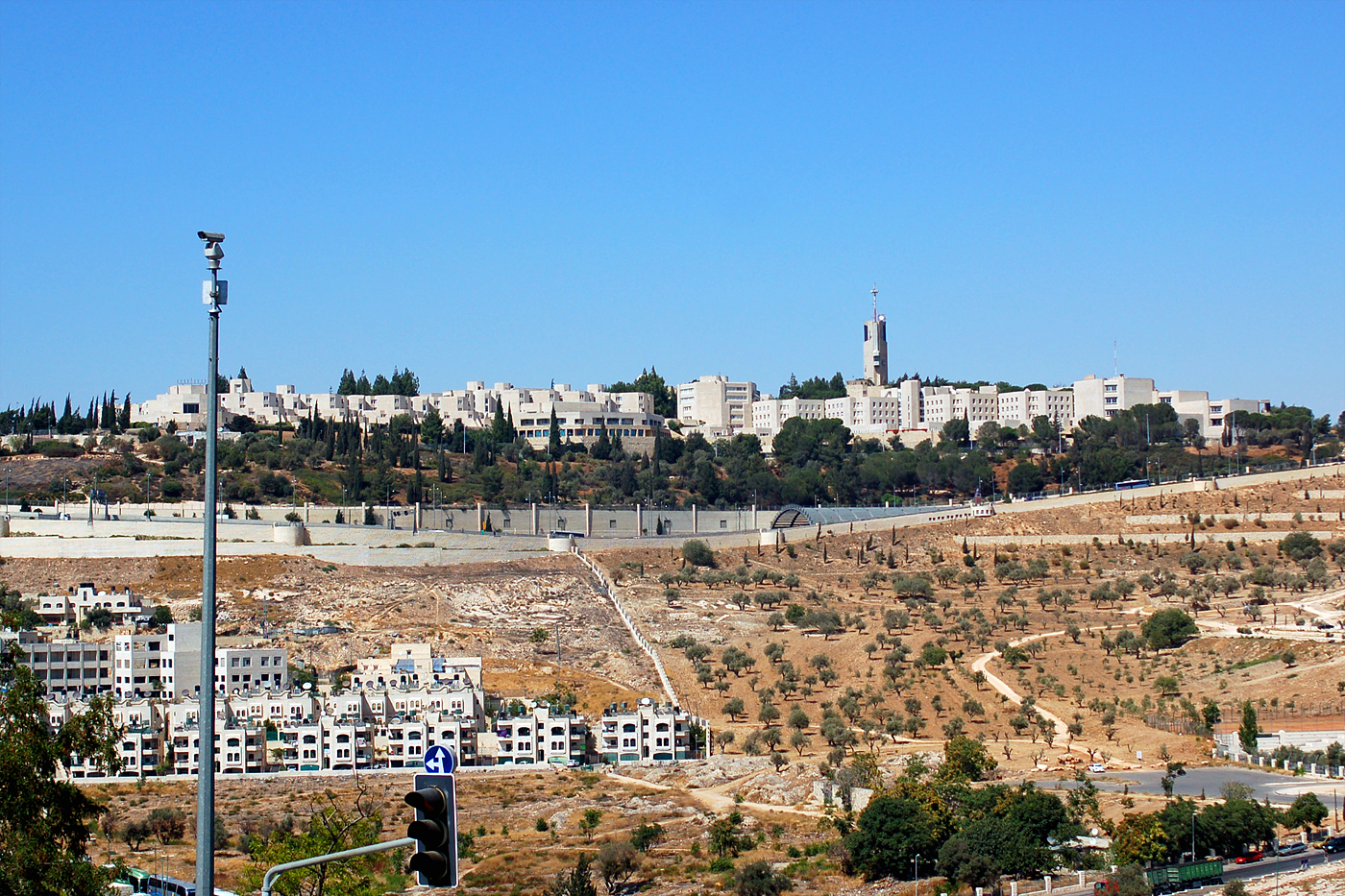
Еврейский университет в Иерусалиме

Лектор отделения гебраистики и иудаистики Университетского колледжа Лондона с 1979 по 1980 год. Приглашённый лектор Института перспективных исследований при Еврейском университете в Иерусалиме (1980—1981) и затем старший научный сотрудник этого института (1981—1982).

### В Израиле
В 1982 году Вистрих репатриировался из Великобритании в Израиль. В том же году он получил назначение с постоянным контрактом на должность старшего лектора современной европейской и еврейской истории Еврейского университета в Иерусалиме. С 1985 по 1989 года ассистент-профессор, а с 1990 года профессор и заведующий кафедрой современной европейской и еврейской истории имени Нойбергеров в Еврейском университете в Иерусалиме.

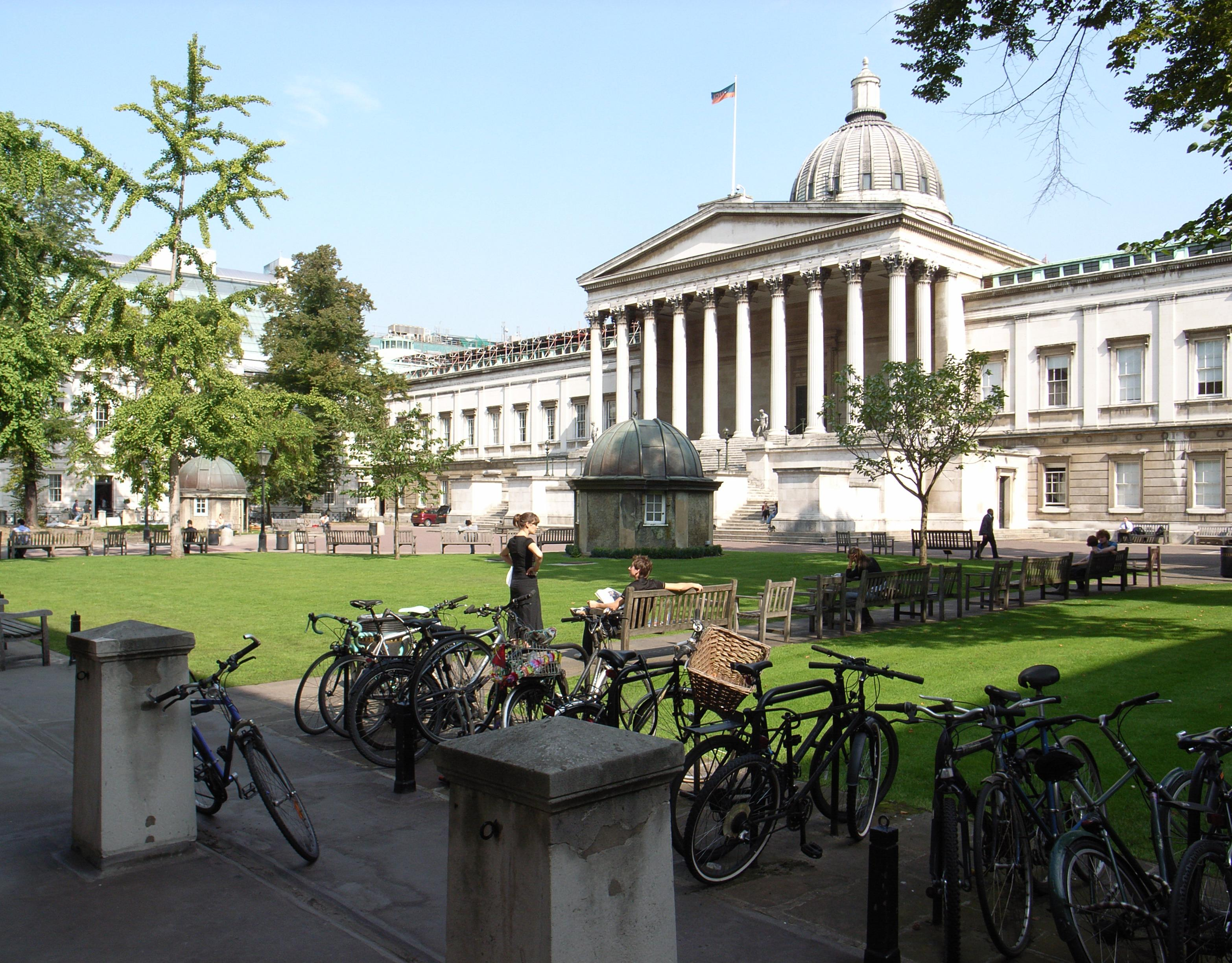
Университетский колледж Лондона

Параллельно с педагогической и научной работой в Иерусалимском университете профессор Вистрих приглашался во многие ведущие университеты мира. В 1991 году в ознаменование 150-летия лондонской газеты «Еврейская Хроника» (en:The Jewish Chronicle) в её честь при отделении гебраистики и иудаистики факультета искусства и гуманитарных наук Университетского колледжа Лондона была учреждена постоянная кафедра по изучению современной еврейской истории. Роберта Вистриха избрали первым заведующим кафедры, и он занимал эту должность до 1995 года. В разные годы был приглашённым профессором в Оксфордском университете (1986—1987), Высшей школе социальных наук (1988—1990), Брандейском университете (1999), Гарвардском университете (1999—2000), Международном институте социальной истории (1999—2000) и других университетах.
В 1999—2000 годах Вистрих входил в состав шести учёных Международной католическо-еврейской исторической комиссии, которая изучала деятельность Ватикана и Папы Пия XII во время Холокоста (см. ниже отдельный раздел).
Вистрих — одним из ведущих специалистов в мире в вопросах антисемитизма. Ирвин Котлер называет его «выдающимся учёным» в этой области. Рецензируя книгу «Смертельная одержимость», профессор Петер Дж. Хаас из университета Кейз пишет, что творческий путь Роберта Вистриха посвящён изучению истории евреев Центральной и Восточной Европы и исследованию современного антисемитизма. С публикацией книги «Антисемитизм — самая застаревшая ненависть» в 1991 году автор зарекомендовал себя как один из ведущих историков, исследующих антисемитизм.
Накануне ежегодного собрания Американского еврейского комитета (АЕК) в 2002 году Вистрих подготовил отчёт «Мусульманский антисемитизм: явная и реальная опасность». Согласно отчёту современный мусульманский мир не делает различия между понятиями «еврей» и «сионист». Вистрих утверждает, что антисемитизм среди арабов и мусульман возник относительно недавно, но его формы представляет собой реальную угрозу цивилизованному миру. Автор отчёта также опровергает распространенное заблуждение о том, что арабы не могут быть антисемитами, так как сами являются семитами.
В 2002 году профессор Вистрих сменил профессора Далию Офер на посту директора SICSA и начал редактировать ежегодный научный журнал «Antisemitism International» этого центра. Международный научно-исследовательский центр по изучению антисемитизма SICSA при Еврейском Университете в Иерусалиме был основан Видалом Сассуном в 1982 году с целью сделать мир более безопасным местом для еврейского народа и не допустить повторение Холокоста. Рассказывая о задачах SICSA, новый директор отметил, что антисемитизм является «труднопреодолимым и склонным к рецидиву феноменом» и для того, чтобы справиться с поставленными перед центром задачами, наряду с конференциями, публичными заявлениями, программами в СМИ, мониторингом и другой деятельностью необходим «инновационный, активный и творческий подход к исследованию антисемитизма». Помимо исследователей Вистрих начал привлекать к работе центра общественных деятелей, послов, журналистов и просто озабоченных граждан, стремясь сделать обсуждение актуальных вопросов публичным и вынести его за рамки учебной аудитории.
В качестве эксперта профессора Вистриха приглашали с докладами на многие международные форумы. Он выступал на конференциях ОБСЕ по антисемитизму, перед Комиссией по правам человека ООН, Британским парламентом, комиссиями Кнессета, Глобальным форумом по борьбе с антисемитизмом (GFCA) и другими форумами. Одним из самых значимых событий, по мнению эксперта, была первая конференция ОБСЕ по антисемитизму, проведённая в 2003 году в Вене при участии около 400 делегатов из 55 стран. В своём докладе на конференции Вистрих напомнил, что уже на конференции ООН против расизма в Дурбане в 2001 году такая достойная цель, как борьба с расизмом, была извращена и обращена против Израиля и еврейского народа. В докладе отмечено: «Исламисты (и не только они) похитили ислам и производят сейчас убийственный антиеврейский коктейль, который они теперь экспортируют обратно в Европу… Это рикошетом отозвалось фанатизмом на Ближнем Востоке и новой яростной вспышкой антисемитизма прямо в Центральной Европе». Вистрих призвал делегатов положить конец экономическим, академическим, научным и культурным бойкотам Израиля, которые, по его словам, не только являются проявлением дискриминации, но и противоречат принципам открытого демократического общества и свободного научного обмена.
Начиная с 1990-х годов Вистрих становится инициатором и принимает участие в создании ряда документальных фильмов для британского и немецкого телевидения. Эти фильмы обходят экраны многих стран. Кроме функции исторического консультанта, он иногда берёт на себя обязанности продюсера, режиссёра, сценариста или комментатора фильма. В 2003 году по его инициативе снят фильм «Обвинение евреев», дополнивший его первый сериал «Самая застаревшая ненависть» и осветивший наиболее современные аспекты антисемитизма. Ещё через три года он консультирует создателей американского документального фильма «Одержимость — война радикального ислама против Запада».
В 2010 году увидела свет книга Вистриха «Смертельная одержимость: антисемитизм — от древности до глобального джихада». «Шедевр», «монументальная работа», «нет другой книги, которая по масштабу исследования, по моральной и литературной силе и по политической актуальности могла бы сравниться с ней» — это лишь немногие из редакционных отзывов о книге, опубликованных на сайте Amazon. Манфред Герштенфельд (en:Manfred Gerstenfeld) полагает, что автор «Смертельной одержимости» продемонстрировал большое мужество, когда без всякой политкорректности назвал мусульманский антисемитизм одной из самых больших проблем современности. Последние шесть глав книги посвящены таким темам, как «Гитлер и муфтий», «Хамас, Хизбалла, Священная война», «Гнев Хомейни» и т. д.. Профессор Джеффри Херф (en:Jeffrey Herf) цитирует Вистриха, пришедшего к заключению, что «для правящего эшелона Ирана уничтожение Израиля стало провозглашённой целью внешней политики, и для реализации этого плана она отводит центральное место оснащению ядерным оружием». В интервью журналистке Рути Блюм (en:Ruthie Blum) Вистрих сказал, что аятоллы поставили своей целью установить гегемонию на Ближнем Востоке, а затем выйти на позицию, позволяющую бросить вызов гегемонии Запада. В своей книге он обосновал это утверждение и отметил, что важную роль в достижении этой амбициозной цели играет антиизраильская пропаганда.
В 2010 году репатриировалась из Великобритании в Израиль мать Роберта Сабина Вистрих, где она встретилась со своей правнучкой Ноей и через два дня после приезда отметила своё 100-летие.

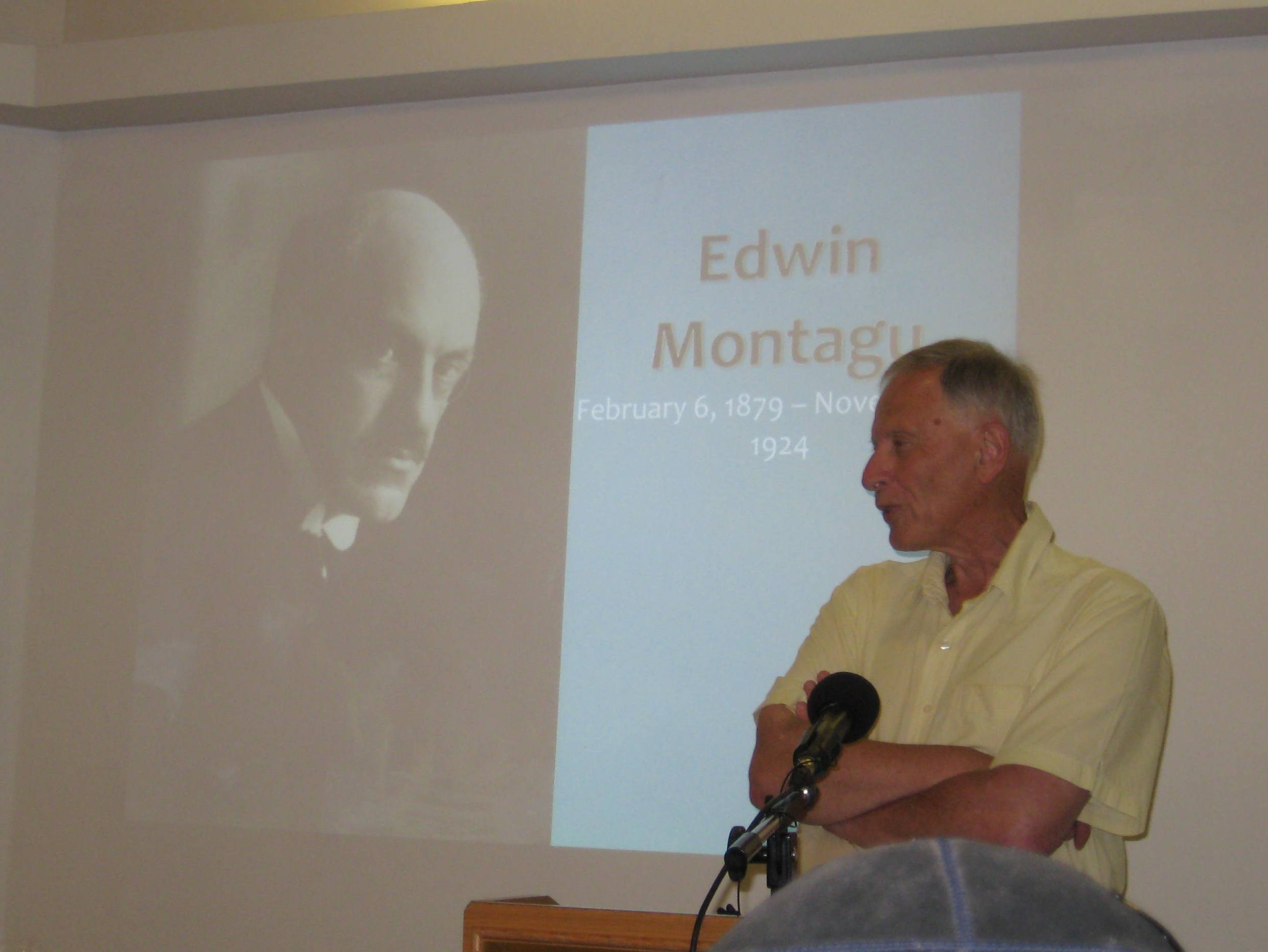
Конференция SICSA, 2014

В 2012 году Вистрих опубликовал книгу «От неопределённости к предательству: левые, евреи и Израиль». Эта книга является первым исследованием об изменениях, которые произошли в отношении левых к евреям, сионизму и Израилю, начиная со времён зарождения европейского социализма в 1840 году и до настоящего времени. В ходе исследований Вистрих изучал источники на 12 языках. Стивен Дэйсли в своей рецензии на книгу полагает, что её чтение требует знания еврейской истории и философии и она, видимо, не рассчитана на массового читателя. Однако тот, кто прочитает её, поймёт, что она является предупреждением, которое нельзя игнорировать. Автор рецензии полагает, что антисемитизм, загнанный в подполье после Хрустальной ночи и Освенцима, вновь занял центральное место в западной политике и поэтому он предупреждает: «Наше поколение будут судить в зависимости от быстроты и решительности нашей реакции, точно также, как поколение наших отцов и дедов осудили за его бездействие, когда газовые камеры сделали своё жуткое дело».
В 2011—2014 годах Вистрих работал над созданием выставки «Народ, Книга, Страна: 3500 лет связи еврейского народа и Земли Израиля», инициатором и соорганизатором которой был Центр Симона Визенталя. Вторым соорганизатором выставки являлась UNESCO, предоставившая для выставки свою штаб-квартиру в Париже. Цель выставки — представить историю еврейского народа на Земле Израиля со времён праотца Авраама. В дополнение к этому выставка могла бы сломать барьер враждебности между Израилем и ЮНЕСКО, принявшей до этого ряд антиизраильских резолюций. Запланированное начало выставки было сорвано представителями арабских государств в ЮНЕСКО, оказавшими давление на эту организацию. Объявленный новый срок выставки — 11 июня 2014 года (см. ниже отдельный раздел).
Газета «Алгемейнер журнал» назвала Роберта Вистриха в списке «100 людей, оказавших благоприятное влияние на еврейскую жизнь» за 2013. В том году список был опубликован впервые, и Вистрих представлен в нём в разделе «Академические круги» вместе с двумя другими учёными.

## Международная католическо-еврейская историческая комиссия
Оценка действий Папы Пия XII во время Холокоста является предметом дискуссий между представителями католической церкви и международными еврейскими кругами.

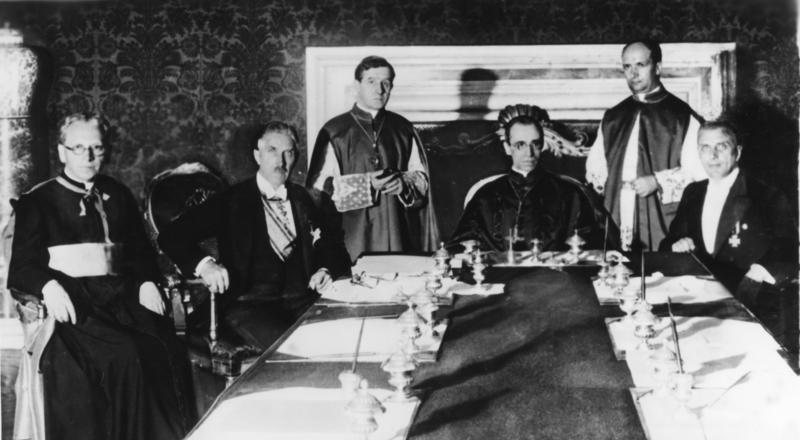
Подписание конкордата в 1933 году

В 1999 году президент Комиссии Ватикана по религиозным отношениям с евреями (en:Pontifical Commission for Religious Relations with the Jews) кардинал Эдуард Кассиди и председатель Международного еврейского комитета по межрелигиозным консультациям (International Jewish Committee for Interreligious Consultations) Сеймур Райх объявили о составе Международной католическо-еврейской исторической комиссии, которая была назначена для изучения деятельности Ватикана и Папы Пия XII во время Холокоста. Создание комиссии было ответом на многолетние требования об открытии ватиканских архивов военного времени и её составили из шести учёных-историков — трёх католиков и трёх евреев, в число которых входил профессор Вистрих из Иерусалима.
В октябре 2000 года комиссия подала предварительный отчет, который основывался на материалах 11 томов (12 книг), опубликованных ранее Ватиканом. В отчёте комиссия просила дать ответ на 47 сформулированных ею вопросов и отметила, что полученных материалов недостаточно для оценки роли Ватикана во время Холокоста. «Ни один серьёзный историк не согласится с тем, что на основании этих отредактированных томов можно поставить точку на этой теме», — сказано в отчёте, в котором были затребованы дополнительные архивные документы. Согласно некоторым источникам профессор Вистрих ещё до начала работы комиссии высказал предположение о том, что исследование, основанное не на оригинальном архивном материале, а на 11 томах, может превратиться в «фарс».
В июне 2001 года президент Комиссии Ватикана по религиозным отношениям с евреями кардинал Вальтер Каспер предложил комиссии подготовить окончательный отчёт о деятельности Ватикана во время Холокоста на основе уже предоставленного ей неполного материала. Кардинал также отметил, что «по техническим причинам материалы архивов Ватикана являются доступными только до 1923 года». Комиссия (в её составе к тому времени осталось пять учёных) ответила кардиналу, что ввиду неполучения запрошенных ею материалов, она вынуждена приостановить свою работу. В ответ на это постулатор беатификации Пия XII выступил с критическим заявлением в адрес учёных, входящих в состав комиссии.
В ноябре 2001 года историк Вистрих вышел из состава комиссии, так как, по его словам, отказ допуска к документам архива не оставил ему другого выбора. Он сообщил, что в апреле месяце обратился в письме к Папе Иоанну Павлу II по поводу расхождений между начальными обещаниями Ватикана и фактическим состоянием дел, однако ему передали, что Папа не намерен вмешиваться в возникшую ситуацию. Вистрих также ответил на обвинения постулатора. Увольнение учёных положило конец работе комиссии, хотя, по сути дела, она прекратила исследования ещё в июле 2001 года.
Через 10 лет после назначения комиссии профессор Вистрих вернулся к некоторым вопросам, которые изучались ею. Он выразил уверенность в том, что Пий XII был против нацизма как движения и идеологии. Он также отметил, что при Папе Иоанне XXIII в Ватикане была проведена теологическая и политическая революция, улучшившая отношения между Римско-католической церковью и евреями. То, что Папа Пий XII, предшественник Иоанна XXIII, не ощущал необходимости в такой реформе даже после Холокоста, не может быть поставлено ему в заслугу.
Согласно сообщениям в СМИ до февраля 2014 года Ватикан всё ещё не открыл историкам доступ ко всем своим архивам периода Второй мировой войны. В апреле 2014 года Иоанн XXIII и Иоанн Павел II были причислены Ватиканом к лику святых. Архивы Ватикана времен Второй Мировой войны были открыты 2 марта 2020 года, но закрыты через неделю из-за эпидемии коронавируса. За этот короткий период исследователи обнаружили, что Пий ХII знал о планах нацистской Германии по уничтожению евреев и получал отчеты о массовом убийстве евреев в Варшавском гетто и во Львове.

## Выставка «Народ, Книга, Страна: 3500 лет связи еврейского народа и Земли Израиля»
В 2011 году Центр Симона Визенталя решил организовать совместную с UNESCO выставку «Народ, Книга, Страна: 3500 лет связи еврейского народа и Земли Израиля». Центр предложил профессору Роберту Вистриху подготовить материал для выставки и написать для неё тексты. Вистрих посвятил её созданию более двух лет. Целью экспозиции было показать историю еврейского народа на Ближнем Востоке с библейских времен до современного Израиля. Спонсорскую поддержку выставке оказали Израиль, Канада и Черногория. Открытие выставки, запланированное на 20 января 2014 года в штаб-квартире ЮНЕСКО в Париже, было приурочено к двум датам: дню проведения Ванзейской конференции по окончательному решению еврейского вопроса в 1942 году и Международному дню памяти жертв Холокоста.
В процессе подготовки выставки группа представителей ЮНЕСКО инспектировала работу и подвергала материалы цензуре и сокращениям. Так, например, группа забраковала выставочные щиты о Шестидневной войне и о репатриации евреев из арабских стран, вычеркнула цитату Уинстона Черчилля и потребовала изъять упоминание о том, что на Храмовой горе раньше находился Храм, построенный Соломоном. Сокращениям подверглись описание антисемитизма в СССР и использование карт под предлогом, что «карты — это очень опасно».
После того, как приглашения на открытие выставки уже были разосланы и выставочные щиты вывешены в зале, 15 января генеральный директор ЮНЕСКО Ирина Бокова направила Центру Визенталя неожиданное сообщение об отмене выставки по причине протеста представителя арабских государств в ЮНЕСКО.
С критикой решения ЮНЕСКО по поводу выставки выступила посол США в ООН Саманта Пауэр, которая назвала это решение ошибочным и призвала отменить его. Основатель и руководитель Центра Визенталя раввин Марвин Хиер сказал, что ЮНЕСКО не должна заниматься цензурой и «не должна отрицать право одной из наций на свою историю».
Профессор Вистрих отметил, что эксперты ЮНЕСКО «тщательно рассмотрели, проверили и перепроверили» каждую строчку материалов выставки, а возражение арабских стран было «вполне предсказуемо». Поэтому отмена выставки «уму непостижима». Он также просил обратить внимание на то, что еврейское присутствие на Земле Израиля никогда не прекращалось и материалы выставки подтверждают это. В то же время «модные» заявления о том, будто бы еврейское присутствие является результатом какой-либо колониального проекта конца XIX века или следствием Холокоста, противоречат истине.
Позднее было сообщено, что выставка всё же состоится и дата её открытия переносится на 11 июня 2014 года.
После того, как США присоединились к спонсорам выставки и её название было изменено на «Народ, Книга, Страна: 3500 лет связи еврейского народа со Святой Землей», она была открыта 11 июня 2014 года в штаб-квартире ЮНЕСКО в Париже. Роберт Вистрих высказал мнение, что выставка может стать передвижной и быть представленной во многих странах.

### Избранные книги
- Роберт Вистрих. Евреи-революционеры от Маркса до Троцкого (англ.) = Revolutionary Jews from Marx to Trotsky. — 1976. — ISBN 0245527850.
- Роберт Вистрих. Троцкий: Судьба революционера (англ.) = Trotsky: Fate of a Revolutionary. — 1979.
- Роберт Вистрих. Кто есть кто в Нацистской Германии (англ.) = Who's Who In Nazi Germany. — 1982.
- Роберт Вистрих. Апокалипсис Гитлера: евреи и нацистское наследие (англ.) = Hitler's Apocalypse: Jews and the Nazi Legacy. — 1986. — ISBN 0312388195.
- Роберт Вистрих. Евреи Вены в эпоху Франца Иосифа (англ.) = The Jews of Vienna in the Age of Franz Joseph. — 1989. — 712 с. — ISBN 0-19-710070-8.
- Антисионизм и антисемитизм в современном мире (англ.) = Anti-Zionism and Anti-Semitism in the Contemporary World / Под ред. Роберта Вистриха. — 1990. — ISBN 0814792375.
- Роберт Вистрих. Антисемитизм – самая застаревшая ненависть (англ.) = Antisemitism: The Longest Hatred. — 1992. — ISBN 0679409467.
- Условия выживания: Еврейский мир после 1945 года (англ.) = Terms of Survival: The Jewish World Since 1945 / Под ред. Роберта Вистриха. — Routledge, 1995. — ISBN 978-0415100564.
- Формирование израильской идентичности: миф, память и травма (англ.) = The Shaping of Israeli Identity: Myth, Memory and Trauma / Под ред. Роберта Вистриха и Давида Оханы. — 1995. — ISBN 0714641634.
- Демонизация другого. Антисемитизм, расизм и ксенофобия (англ.) = Demonizing the Other: Antisemitism, Racism and Xenophobia / Под ред. Роберта Вистриха. — 1999. — ISBN 90-5702-497-7. (переведена на украинский язык в 2006 г.)
- Ницше, крёстный отец фашизма?: применение философии и злоупотребление ею (англ.) = Nietzsche, Godfather of Fascism?: On the Uses and Abuses of a Philosophy / Под ред. Яакова Голомба и Роберта Вистриха. — 2002. — ISBN 0691007101.
- Роберт Вистрих. Гитлер и Холокост (англ.) = Hitler and the Holocaust. — 2003. — ISBN 0812968638.
- Роберт Вистрих. Лаборатория по уничтожению мира: немцы и евреи в Центральной Европе (англ.) = Laboratory for World Destruction: Germans and Jews in Central Europe. — 2007. — ISBN 0803211341.
- Роберт Вистрих. Смертельная одержимость: антисемитизм — от древности до глобального джихада (англ.) = A Lethal Obsession: Anti-Semitism from Antiquity to the Global Jihad. — 2010. — 1200 с. — ISBN 1400060974.
- Роберт Вистрих. Мусульманский антисемитизм: явная и непосредственная опасность (нем.) = Muslimischer Antisemitismus. Eine aktuelle Gefahr. — 2011. — ISBN 3981454812.
- Роберт Вистрих. От неопределённости к предательству: левые, евреи и Израиль (англ.) = From Ambivalence to Betrayal: The Left, the Jews, and Israel. — 2012. — 648 с. — ISBN 0803240767.
- Роберт Вистрих. Отрицание Холокоста: политика вероломства (англ.) = Holocaust Denial: The Politics of Perfidy. — 2012. — ISBN 3110288141.

### Избранные статьи, выступления, доклады
- «Антисионизм как выражение антисемитизма в последние годы» (англ. Anti-zionism as an Expression of Anti-Semitism in Recent Years), 1984
- «Мусульманский антисемитизм: явная и реальная опасность» (англ. Muslim Anti-Semitism: A Clear and Present Danger), 2002
- Роберт Вистрич. Антисемитизм в Европе сегодня. Журнал «Евреи Евразии», № 1 (5) Январь - Март 2004 (19 июня 2003). Дата обращения: 3 мая 2014. Архивировано из оригинала 2 мая 2014 года. (FOLLOW-UP TO THE WORLD CONFERENCE ON HUMAN RIGHTS RACISM, RACIAL DISCRIMINATION, XENOPHOBIA AND ALL FORMS OF DISCRIMINATION PROMOTION AND PROTECTION OF HUMAN RIGHTS: INFORMATION AND EDUCATION (англ.). The Hebrew University of Jerusalem (23 января 2004). Дата обращения: 20 июня 2004. Архивировано из оригинала 20 июня 2004 года.), 2003
- «Исламская юдофобия: экзистенциальная угроза» (англ. Islamic Judeophobia: An Existential Threat), 2004
- «Европейский антисемитизм изобретает себя заново» (англ. European Anti-Semitism Reinvents Itself), 2005
- «Жестокая Британия» (Cruel Britannia (англ.). Azure (2005). Дата обращения: 6 июля 2025.)
- «Антисемитизм и мультикультурализм: непростая связь» (Anti-semitism and Multiculturalism: The Uneasy Connection (англ.). The Hebrew University of Jerusalem (2006). Дата обращения: 6 июля 2025. Архивировано 2 июля 2007 года.)
- «Мультикультурализм и антисемитизм». shalom-magazine.com (2006). Дата обращения: 6 июля 2025.
- Антисемитизм. shalom-magazine.com (2006). Дата обращения: 6 июля 2025.
- «Пий XII и Холокост» // в сборнике «Немцы и евреи под властью нацистского режима: эссе трёх поколений историков» (англ. Pius XII and the Shoah // in "On Germans and Jews under the Nazi Regime: Essays by Three Generations of Historians"), 2006
- Исламизм, мультикультурализм и евреи. shalom-magazine.com (2007). Дата обращения: 6 июля 2025.
- Веяния прошлого. shalom-magazine.com (2008). Дата обращения: 6 июля 2025.
- «Еврейское „отличие“ в европейской истории: прошлое и настоящее» (англ. Jewish "Otherness" in European History: Past and Present), 2010
- «Антисионизм и антисемитизм в XXI веке» (англ. Anti-Zionism and Anti-Semitism in the 21st Century), 2012
- Gaza, Hamas, and the Return of Antisemitism (англ.). israelcfr.com (2014). Дата обращения: 6 июля 2025. Архивировано из оригинала 27 октября 2014 года.

### Избранные публикации в СМИ
- Ведения войны против старых и новых юдофобов (англ.). Га-Арец (1 августа 2003). Дата обращения: 2 мая 2014.
- Еврейский вопрос Троцкого (англ.). The Forward (18 августа 2010). Дата обращения: 3 мая 2014.
- Антисемитизм и кампус американского колледжа (англ.). The Forward (8 июля 2011). Дата обращения: 3 мая 2014.
- Наследие Видала Сассуна (англ.). The Brussels Journal[англ.] (10 мая 2012). Дата обращения: 1 мая 2014.
- Как не надо бороться с антисемитизмом (англ.). The Jerusalem Post (21 мая 2013). Дата обращения: 1 мая 2014.
- Юдофобия (англ.). Standpoint[англ.] (1 июня 2014). Дата обращения: 2015-023-01. Архивировано из оригинала 17 апреля 2015 года.
- Неразрывная связь (англ.). The Jerusalem Post (20 июня 2014). Дата обращения: 22 июня 2014.
- Антисемитизм и предназначение еврейского народа (англ.). The Jerusalem Post (20 мая 2015). Дата обращения: 23 мая 2015.

## Избранная фильмография
Документальные фильмы:
- 1992 — «Самая застаревшая ненависть» (англ. The Longest Hatred)[91]
- 1993 — «Доброе утро, г-н Гитлер!» (англ. Good Morning, Mr. Hitler!)
- 1998 — «Понимание Холокоста» (англ. Understanding The Holocaust)
- 2003 — «Обвинение евреев» (англ. Blaming the Jews)[92]
- 2006 — «Одержимость — война радикального ислама против Запада»[англ.] (англ. Obsession - Radical Islam's war against the West)[93]